# 広沢村
広沢村（ひろさわむら）は群馬県の東部、山田郡に属していた村である。現在の桐生市広沢町に相当する。

## 地理
渡良瀬川と八王子丘陵に挟まれた細長い平野がひろがる。
- 山岳：茶臼山、八王子山、手臼山
- 河川：渡良瀬川、広沢川、手ノ入沢、八幡沢、姥沢、榎入沢、夏保沢、加茂入沢、竜戸沢、山ノ上沢

## 歴史
- 1889年（明治22年）4月1日 町村制施行により広沢村、一本木村が合併し山田郡広沢村が成立する。
- 1913年（大正2年）3月19日 東武鉄道桐生線新桐生駅が開業する。（太田駅 - 相老駅間が開業）
- 1937年（昭和12年）4月1日 桐生市へ編入する。桐生市広沢町（桐生市第12区・第13区）となる。

## 人口
- 1920年（大正9年）：4,791人
- 1935年（昭和10年）：7,803人

## 交通

### 鉄道
- 東武鉄道
  - ■ 桐生線：新桐生駅